# Campionati europei di ciclismo su strada 2023 - Gara in linea femminile Junior
La gara in linea femminile Junior dei Campionati europei di ciclismo su strada 2023, diciannovesima edizione della prova, si disputò il 24 settembre 2023 su un circuito da ripetere 5 volte, per un percorso totale di 68,2 km, con partenza ed arrivo a Drijber nei Paesi Bassi. La vittoria fu appannaggio della belga Fleur Moors, che terminò la gara in 1h59'45" alla media di 34,569 km/h, precedendo l'italiana Federica Venturelli e la francese Léane Tabu.
Partenza con 98 cicliste, delle quali 84 portarono a termine la competizione.

## Squadre partecipanti
| N.    | Cod. | Squadra     |
| ----- | ---- | ----------- |
| 1-6   | ITA  | Italia      |
| 7-12  | FRA  | Francia     |
| 13-18 | BEL  | Belgio      |
| 19-24 | NLD  | Paesi Bassi |
| 25-30 | DEU  | Germania    |
| 31-33 | IRL  | Irlanda     |
| 34-37 | DNK  | Danimarca   |
| 38-43 | CHE  | Svizzera    |
| 44-47 | NOR  | Norvegia    |
| 48-49 | SVK  | Slovacchia  |
| 50    | AUT  | Austria     |
| 51-56 | ESP  | Spagna      |
| 57-58 | SWE  | Svezia      |

| N.    | Cod. | Squadra     |
| ----- | ---- | ----------- |
| 59-64 | POL  | Polonia     |
| 65-69 | CZE  | Rep. Ceca   |
| 70-74 | SVN  | Slovenia    |
| 75-78 | LTU  | Lituania    |
| 79-81 | FIN  | Finlandia   |
| 82-84 | ISR  | Israele     |
| 85-87 | UKR  | Ucraina     |
| 88-89 | BGR  | Bulgaria    |
| 90-91 | PRT  | Portogallo  |
| 92    | HUN  | Ungheria    |
| 93    | LUX  | Lussemburgo |
| 94    | ROU  | Romania     |
| 95    | SRB  | Serbia      |

## Ordine d'arrivo (Top 10)
| Pos. | Corridore           | Squadra     | Tempo    |
| ---- | ------------------- | ----------- | -------- |
| 1    | Fleur Moors         | Belgio      | 1h59'45" |
| 2    | Federica Venturelli | Italia      | a 3"     |
| 3    | Léane Tabu          | Francia     | a 7"     |
| 4    | Titia Ryo           | Francia     | s.t.     |
| 5    | Elyne Roussel       | Francia     | s.t.     |
| 6    | Viktória Chladonová | Slovacchia  | s.t.     |
| 7    | Lauren Molengraaf   | Paesi Bassi | s.t.     |
| 8    | Hannah Kunz         | Germania    | s.t.     |
| 9    | Lore De Schepper    | Belgio      | a 10"    |
| 10   | Eleonora La Bella   | Italia      | a 12"    |